# Tayammum

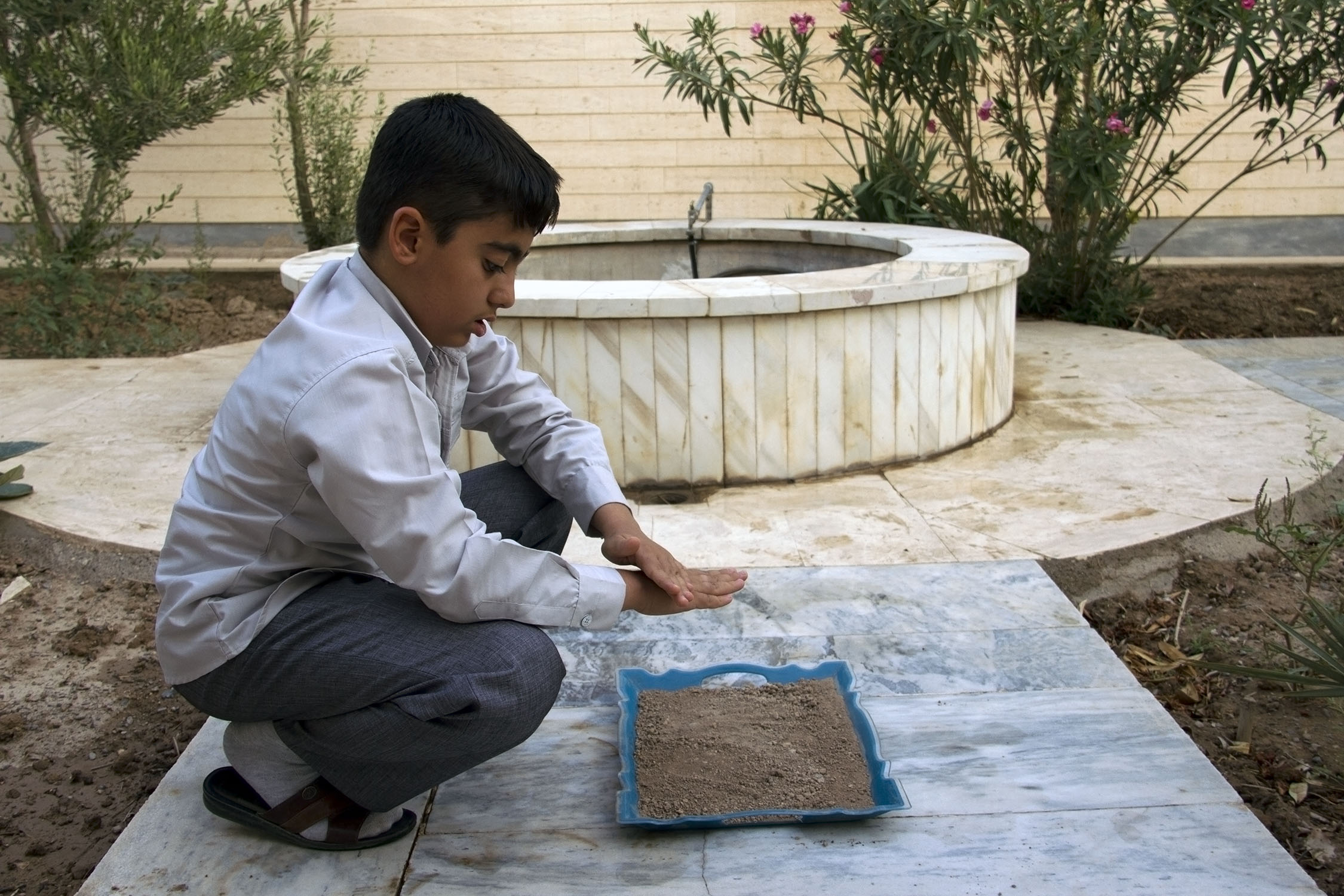

Tayammum (Ar.:تيمم) is de rituele wassing die verricht wordt zonder water door een moslim voor de salat, indien hij ritueel onrein is. Deze wassing leidt hem af van zijn wereldse aangelegenheden. Het 'wassen' door middel van tayammum heeft een sterk symbolische betekenis, daar het niet om een daadwerkelijke wassing van het uiterlijk gaat. Het is een soort berouw, dat men toont aan God. Zonder dit berouw heeft het 'wassen' niet veel betekenis.
Hoewel men na de wassing middels tayammum dezelfde zaken kan als na een woedoe of de ghusl, zoals het aanraken van de Koran en de salat verrichten, wordt doorgaans geadviseerd om voor ieder ritueel gebed opnieuw de tayammum te verrichten. Daarnaast verliest de tayammum zijn geldigheid op het moment dat er weer water voorhanden is. Mocht tijdens het gebed plotseling water voorhanden komen, dan dient men niet te stoppen en het gebed af te maken. Het gebed blijft geldig en hoeft niet opnieuw verricht te worden.

## Voorwaarden voor tayammum
Tayammum mag worden verricht als :
- er geen of te weinig water voorhanden is[5];
- het water vervuild is;
- het water te koud is en niet verwarmd kan worden, waardoor het gevaarlijk is het te gebruiken[5];
- het gevaarlijk is om naar een plaats te gaan waar het water is[5];
- het water ver weg is (minimaal 1920 meter) of als het onbereikbaar is in een put[6];
- men ziek is en het wassen met water de ziekte zal verergeren of het herstel zal vertragen[5];
- men geen toestemming heeft het water te gebruiken[7];
- men het schaarse water dat voorhanden is later voor iets anders nodig heeft[5].

In Soera De Vrouwen 43 wordt gesteld:
En indien gij ziek zijt of op reis, of iemand uwer komt van de kuil (dat wil zeggen naar de wc is geweest), of gij hebt vrouwen aangeroerd, en gij kunt dan geen water vinden, gebruikt dan voor uw doel los zand, dat bovenligt, en deugdelijk is, en wrijft over uw gezichten en handen. God is uitwissend en vergevend.
Ook een Hadith, vastgelegd door Et-Tirmidhi, levert over dat het aardoppervlak een middel tot reiniging is voor een moslim, zelfs als hij in geen tien jaar water heeft. Het aardoppervlak wordt geïnterpreteerd als alle ruwe materialen, zoals zand of steen. Een wassing waarbij te weinig water voorhanden is, kan gecompleteerd worden door tayammum. De gebeden die verricht worden na een reiniging van tayammum zijn geldig en hoeven niet opnieuw verricht te worden. Reeds voor de openbaring van aya 43 van soera De Vrouwen hebben Mohammed en de Sahaba reeds wassingen uitgevoerd zonder water.

## Verplichte handelingen[10]
- Het is aanbevolen om voor aanvang bismillah te zeggen. Men dient tevens de intentie te maken om door middel van de tayammum de reinheid van de ghoesl of de woedoe te verkrijgen met het doel wat hem verboden was door de staat van rituele onreinheid, zoals de salat, te kunnen verrichten.
- Men zoekt vervolgens schoon zand of een ander schoon, ruw materiaal, zoals een steen of een muur.
- Men legt de handen op het gevonden oppervlak. Binnen de madhhabs bestaat er discussie of dit een- of tweemaal zou moeten gebeuren[4]. Het kan geen kwaad wanneer men vervolgens het stof van zijn handen schudt.
- Men wrijft over het gelaat en wrijft de handen tot aan de ellebogen. Men begint aan de rechterkant.